# Ray Armstead
Raymond Richard „Ray” Armstead (ur. 27 maja 1960 w Saint Louis) – amerykański lekkoatleta specjalizujący się w długich biegach sprinterskich, uczestnik letnich igrzysk olimpijskich w Los Angeles (1984), złoty medalista olimpijski w biegu sztafetowym 4 × 400 m.

## Sukcesy sportowe
| Rok  | Miasto      | Zawody                | Konkurencja        | Wynik       |
| ---- | ----------- | --------------------- | ------------------ | ----------- |
| 1984 | Los Angeles | Igrzyska olimpijskie  | sztafeta 4 × 400 m | złoty medal |
| 1985 | Rzym        | Finał Grand Prix IAAF | bieg na 400 m      | 2. miejsce  |

## Rekordy życiowe
- bieg na 400 metrów – 44,83 – Zurych 22/08/1984